# Turistická značená trasa 1856
 Turistická značená trasa 1856 je 5 km dlouhá modře značená trasa Klubu českých turistů v okrese Jičín spojující Jičín s Valdicemi. Její převažující směr je severovýchodní.

## Průběh trasy
Turistická trasa 1856 má svůj počátek na Valdštejnově náměstí v Jičíně, kde plynule navazuje na též modře značenou trasou 1872 z Prachova. Dále zde končí červeně značená Zlatá stezka Českého ráje přicházející od vrchu Tábora, na kterou navazuje rovněž červeně značená trasa 0422 do Prachovských skal, a prochází tudy i žlutě značená trasa přicházející jako 7373 z jičínského vlakového nádraží a pokračující jako 7299 do Ostružna.
Trasa vede nejprve v souběhu se Zlatou stezkou Českého ráje severovýchodním směrem z městského centra na okraj Valdštejnovy aleje, kde odbočuje k severu, aby městskými ulicemi dorazila pod vrch Čeřovku. Ten obhází ze západní strany a poté po okraji zahrádkářské kolonie pokračuje k řece Cidlině na rozcestí se žlutě značenou trasou 7298 vedoucí do Kbelnice. Trasa 1872 pokračuje dále po polní cestě k severovýchodu na úpatí vrchu Zebína, kde vstupuje opět do souběhu se Zlatou stezkou. Společně s ní vede jihovýchodním směrem na okraj zástavby Sedliček, kde souběh končí. Trasa 1872 odtud vede opět severovýchodním směrem okrajem zástavby kolem místního hřbitova a zároveň jižním úbočím Zebína. Na konci Sedliček kříží železniční trať Hradec Králové - Turnov a vstupuje do Valdic, kde v centru obce končí bez návaznosti na žádnou další turistickou trasu.

## Turistické zajímavosti na trase
- Zámek Jičín
- Kostel svatého Jakuba Staršího v Jičíně
- Valdická brána
- Valdštejnova alej
- Socha Prométhea s bustou Karla Havlíčka Borovského
- Čeřovka
- Zebín
- Zvonice v Sedličkách
- Kostel Všech Svatých v Sedličkách
- Pomník Tomáše Garrigua Masaryka ve Valdicích
- Socha svatého Jana Nepomuckého ve Valdicích